# Șpîkivka, Tulciîn
Șpîkivka (în ucraineană Шпиківка) este un sat în așezarea urbană Șpîkiv din raionul Tulciîn, regiunea Vinnița, Ucraina.

## Demografie
Componența lingvistică a localității Șpîkivka
     Ucraineană (99,14%)
     Alte limbi (0,86%)
Conform recensământului din 2001, majoritatea populației localității Șpîkivka era vorbitoare de ucraineană (99,14%), existând în minoritate și vorbitori de alte limbi.